# Павлодарський содовий завод
Павлода́рський со́довий заво́д — виробничий майданчик на півночі Казахстану в місті Павлодар.
У 1965 році на північній околиці Павлодару почалось спорудження Павлодарського хімічного комбінату, в основі виробничого циклу якого лежала переробка кам'яної солі із отриманням каустичної соди та хлору (проєктна річна потужність 113 та 100 тисяч тонн відповідно). У 1973-му ввели в дію цех хлористого алюмінію, а з 1977-го почали випуску хлористого алюмінію високої чистоти, який виступав паливом для ракет СС-20 (важливий компонент ядерних сил СРСР) та як компонент у випуску термоізолюючого покриття космічного корабля багаторазового використання «Буран».
У 1975-му нарешті почав роботу цех хлору та каустичної соди, що використовував екологічно небезпечну технологію електролізу на ртутному катоді. На етапі проєктування як сировину планувалось використовувати кам'яну сіль з місцевого озера Маралдив, проте в підсумку її якість визнали невідповідною, що призвело до необхідності доставки сировини з відстані в понад дві тисячі кілометрів із промислу на озері Баскунчак (Астраханська область Росії). Затримка зі спорудженням ряду виробництв хлорорганічного синтезу призводила до перевиробництва хлору та, як наслідок, високої аварійності, що ще більше підсилювало забруднення довкілля.
Окрім зазначених вище продуктів, комбінат також випускав гіпохлорит натрію, хлорид амонію, присадки до мастил та моторних масел, флотаційні реагенти, антифризи, дезінфікуючі засоби, пластифікатори для пластмас, фенолформальдегідну смолу. Всі ці виробництва належали до Промислового майданчику № 1.
У першій половині 1980-х активізувались роботи з будівництва Промислового майданчику № 2, який мав виробляти фосфорорганічну хімічну зброю — зарин та V-газ. У 1990-му тут запустили виробництво базового напівфабрикату — трихлориду фосфору, сировиною для якого були хлор та жовтий фосфор (випускався на півдні Казахстану Чимкенським фосфорним заводом, Джамбульським виробничим об'єднанням «Хімпром» та Новоджамбулським фосфорним заводом).
Напередодні розпаду СРСР Павлодарський хімічний комбінат мав близько 6,5 тисячі працівників. Втім, на тлі краху планової економіки завод потрапив у складне становище та в 1994-му зупинив виробництво.
У 2002-му на базі комбінату створили акціонерне товариство «Каустик», важливими учасниками якого наразі є «Центрально-Азіатська паливно-енергетична компанія» та державний концерн «Казатомпром». У 2011—2012 роках «Каустик» зміг ввести в дію новий содовий завод, який використовує екологічно прийнятну мембранну технологію. Продукцією підприємства виступає каустична сода (проєктна потужність 30 тисяч тонн на рік), рідкий хлор (26 тисяч тонн), соляна кислота (45 тисяч тонн) та гіпохлорит натрію (7 тисяч тонн).
Сировину для содового заводу постачає соляний промисел на озері Тайконир.